# Абу Абдалла Мухаммад II аль-Мустансир
Мухаммад II аль-Мустансир (или Абу Абдалла Мухаммад II аль-Мустансир, араб. أبو عبد الله محمد أبو عصيدة‎, ум. 1308 или 1309[уточнить]) — седьмой правитель государства Хафсидов в Ифрикии в 1295—1308 (1309) годах, шестой халиф Хафсидов.

## Биография
Мухаммад II был посмертным сыном Яхьи II аль-Ватика, он сменил на престоле своего двоюродного брата Абу Хафса Умара I в 1295 году.
При посредничестве визиря Ибн аль-Лихьяни Мухаммад попытался примириться с дядей Абу Закарией Яхья, который управлял Беджаей. Предъявлявший свои права на престол Яхья в это время находился в затруднении: мариниды установили свою власть над Алжиром и осадили Беджаю в 1300 году. Яхья умер в 1301 году, и его сын Абуль-Бака Халид отправился к Мухаммаду II, чтобы прекратить вражду. Был подписан договор, Мухаммад признавал права двоюродного брата после своей смерти.
С 1306 года арабское племя Куава восстало против Мухаммада II, восстание было подавлено, но этому предшествовали серьёзные беспорядки. С Арагоном отношения в это время ухудшались из-за вопроса о дани и оккупации каталонцами Джербы.
Мухаммад умер в 1308 году и, в соответствии с подписанным договором, халифом должен был стать Абуль-Бака Халид, но шейхи Туниса поддержали внука халифа Ибрахима I Абу Бакра аш-Шахида:113,126.